# Выборы главы Екатеринбурга (1995)
Первые выборы Главы Екатеринбурга состоялись 17 декабря 1995 года.

## Итоги
| Итоги выборов Главы Екатеринбурга     |         |     |
| Кандидат                              | Голосов | %   |
| Чернецкий Аркадий Михайлович          | ???     | 70  |
| Баков Антон Алексеевич                | ???     | 16  |
| Антониади Валерий Георгиевич          | ???     | ??? |
| Расов Михаил Юрьевич                  | ???     | ??? |
| Против всех                           | ???     | ??? |
| Действительных голосов                | ???     | ??? |
| Недействительных голосов              | ???     | ??? |
|                                       |         |     |
| Всего                                 | ???     | 100 |
| Зарегистрированных избирателей / Явка | ???     | ??? |